# Czosnów
Czosnów ist ein Dorf und Sitz der gleichnamigen Gemeinde im Powiat Nowodworski der Woiwodschaft Masowien, Polen.

## Gemeinde
Zur Landgemeinde (gmina wiejska) Czosnów gehören 33 Ortschaften mit einem Schulzenamt (sołectwo):
Adamówek
Aleksandrów
Augustówek
Brzozówka
Cybulice
Cybulice Duże
Cybulice Małe
Cząstków Mazowiecki
Cząstków Polski
Czeczotki
Czosnów
Dąbrówka
Dębina
Dobrzyń
Izabelin-Dziekanówek
Janów-Mikołajówka
Janówek
Jesionka
Kaliszki
Kazuń-Bielany
Kazuń Nowy-Osiedle
Kazuń Nowy-Sady
Kazuń Polski
Kiścinne-Wiersze
Łomna
Łomna-Las
Łosia Wólka
Małocice
Palmiry
Pieńków
Sowia Wola
Sowia Wola Folwarczna
Truskawka
Wrzosówka-Wólka Czosnowska
Weitere Orte der Gemeinde sind Dąbrówka (gajówka), Kaliszki (leśniczówka), Palmiry (gajówka), Kazuń-Bielany (osada), Młynisko, Pociecha.